# Seleção de Futebol do Século XX

O esquema 4-4-2.

A Seleção de Futebol do Século XX é uma equipe fictícia de futebolistas que marcaram o esporte no século XX, eleita em várias oportunidades por pesquisas realizadas por revistas, jornais de todo mundo e também pela FIFA.
Basicamente as "seleções" eleitas seguem o formato 4-4-2 (dois zagueiros, dois laterais, quatro meias e dois atacantes), porém algumas listas têm três atacantes como a Oficial da Seleção do Século XX , entre outras variações.

## Seleções de futebol do Século XX

### Revista Placar
Realizada em 1981[carece de fontes?]
- Lev Yashin
- Djalma Santos
- Bobby Moore
- Franz Beckenbauer
- Nílton Santos
- Johan Cruijff
- Bobby Charlton
- Garrincha
- Pelé
- Alfredo Di Stéfano
- Ferenc Puskás

### Italian FA
Realizada em 1988[carece de fontes?]
- Lev Yashin
- José Leandro Andrade
- Franco Baresi
- Franz Beckenbauer
- Nílton Santos
- Johan Cruijff
- Giuseppe Meazza
- Garrincha
- Pelé
- Diego Maradona
- Ferenc Puskás

### Melhor time de todas as Copas
Realizada em 1994[carece de fontes?]
- Lev Yashin
- Djalma Santos
- Bobby Moore
- Franz Beckenbauer
- Paul Breitner
- Johan Cruijff
- Bobby Charlton
- Michel Platini
- Garrincha
- Pelé
- Ferenc Puskás

### Revista Planete Foot
Realizada em 1996
- Lev Yashin
- Franco Baresi
- Franz Beckenbauer
- Domingos da Guia
- Johan Cruijff
- Michel Platini
- Marco van Basten
- Zico
- Pelé
- Alfredo Di Stéfano
- Diego Maradona

### Revista Venerdì - 100 Magnifici
Realizada em 1997
- Lev Yashin
- Djalma Santos
- Franz Beckenbauer
- Paolo Maldini
- Johan Cruijff
- Zico
- Juan Alberto Schiaffino
- Garrincha
- Pelé
- Alfredo Di Stéfano
- Diego Maradona

### Voetbal International
Realizada em 1999
- Lev Yashin
- Carlos Alberto Torres
- Franz Beckenbauer
- Frank Rijkaard
- Paolo Maldini
- Alfredo Di Stéfano
- Johan Cruijff
- Diego Maradona
- Garrincha
- Pelé
- Romário

### Jornal A Tarde (2004)
- Lev Yashin
- Djalma Santos
- Bobby Moore
- Franz Beckenbauer
- Nílton Santos
- Johan Cruijff
- Diego Maradona
- Alfredo Di Stéfano
- Garrincha
- Pelé
- Ferenc Puskás
- Brown, Gerry, and Morrison, Michael (eds.; 2003).  ESPN Information Please Sports Almanac. New York City: ESPN Books and Hyperion (joint). ISBN 0-7868-8715-X.